# Liste der Monuments historiques in Collonges-et-Premières
Die Liste der Monuments historiques in Collonges-et-Premières führt die Monuments historiques in der französischen Gemeinde Collonges-et-Premières auf.

## Liste der Objekte
| Bezeichnung                                      | Beschreibung                                                                          | Standort                                              | Kennzeichnung | Schutzstatus | Datum | Bild |
| ------------------------------------------------ | ------------------------------------------------------------------------------------- | ----------------------------------------------------- | ------------- | ------------ | ----- | ---- |
| Grabstein für Marcel, Seigneur de Longeault      | Kalkstein, bezeichnet 1273                                                            | Premières, in der Kirche Nativité-de-la-Vierge (Lage) | PM21001808    | Classé       | 1923  |      |
| Grabstein für Eudes, Sohn von Pierre des Maillys | Kalkstein, bezeichnet 1279                                                            | Premières, in der Kirche Nativité-de-la-Vierge (Lage) | PM21001809    | Classé       | 1923  |      |
| Grabstein für Anceau de Duesne                   | Kalkstein, bezeichnet 1314                                                            | Premières, in der Kirche Nativité-de-la-Vierge (Lage) | PM21001810    | Classé       | 1964  |      |
| Bodenfliesen                                     | Keramik, 15. Jahrhundert; aus der Abtei Tart in Tart-l’Abbaye; vor Mai 2023 gestohlen | Premières, in der Kirche Nativité-de-la-Vierge (Lage) | PM21001811    | Classé       | 1964  |      |